# Fallas de Torrente
Las Fallas de Torrente (en valenciano Falles de Torrent), son las fiestas que se celebran en Torrente, y al igual que las Fallas de Valencia, se celebran del 15 al 19 de marzo en honor a San José. Cuentan con 29 comisiones falleras, que plantan 58 fallas (29 mayores y 29 infantiles). En cuanto al censo de falleras y falleros, según los últimos datos comparables del ejercicio 2019, se situaría tras Valencia como la localidad de mayor número, disputándose la segunda posición con el municipio valenciano de Alcira, teniendo este 7.304 festeros en el año 2019 por los 7.426 de Torrente. En el caso de Alcira sí que se cuenta con un mayor número de comisiones, 35, por las 29 mencionadas de Torrente. Debido a la pandemia, en el ejercicio 2021 se ha reducido el censo en Torrente a 6.807 falleros y falleras, sin embargo se carece de datos publicados por la localidad de Alcira para poder comparar. 
Hasta 2012, tal y como ocurre en la ciudad de Valencia, se plantaban 2 fallas municipales, pero se suprimieron como medida de ahorro (1). A finales de 2015, la Generalidad Valenciana decretó Bien de Interés Cultural Inmaterial las Fallas de Torrente, Alcira, Játiva, Gandía y Sueca(2.)

## Desarrollo de la fiesta
Unos quince días antes de la festividad de San José se realiza la tradicional "cridá" (en la que la Fallera Mayor de Torrente, hace un llamamiento a todo el mundo fallero y simpatizante para recordar que ya se inician las fallas). En este acto, las Falleras Mayores de Torrente, reciben las llaves de la ciudad, como símbolo de que Torrente ya es fallera. Tras la "cridá" se deposita una corona de laurel en el monumento al Granerer, y desde la realización de este acto hasta el día 15 hay varios actos, como las cabalgatas del ninot (infantil y mayor), la exposición del ninot (se inaugura a mediados de febrero), el cant de l´estoreta, concursos varios, cremà de fallas en los colegios...
- La noche del día 15: Se plantan las fallas tanto mayores como infantiles y a la mañana siguiente tras la primera "despertá", el jurado visita las fallas. Por la tarde y tras el traslado de la Virgen de los Desamparados por miembros de la falla La Cotxera, acompañados de todas las comisiones de Torrente, se realiza el reparto de premios.

- Desde el día 16 hasta el día 19 (ambos inclusive): En la plaza Obispo Benlloch, se realiza la mascletá a cargo del Ayuntamiento y la Junta Local Fallera. También hay que mencionar que muchas comisiones falleras realizan mascletás en sus respectivas ubicaciones.

- Los días 17 y 18 por la tarde: Se realiza la ofrenda a la Virgen de los Desamparados desde la fuente de las ranas, donde los falleros y falleras llevan sus ramos de flor hasta la plaza de la Iglesia, para llenar el manto de la imagen de la Virgen de los Desamparados.

- El día 19 (San José): Las comisiones participan en las misas en honor de san José, y tras ellas se suele realizar la operación kilo. Por la noche la Junta Local Fallera representada por las Falleras Mayores de Torrente y sus cortes de honor, recogen los ninots indultado de la comisión agraciada. A las 21 horas se realiza la cremá de la falla infantil de la Falla del Ayuntamiento, y a las 22:00 se quema el resto de fallitas, donde la última en quemar es la falla que ha obtenido el primer premio. A las 23:30 horas el fuego invade la falla del Ayuntamiento, a la medianoche el resto de fallas se quemarán, y a las 01:00 horas del día 20 de marzo se quema la falla que ha obtenido el primer premio.

Tras las cenizas de la falla recién quemada surgen de nuevo las celebraciones para el nuevo ejercicio fallero, desde la selección y elección de las nuevas falleras mayores, proclamación, exaltación, concursos... Además, durante todas las noches de fallas la gente suele acudir a los casales para disfrutar de esta fiesta durante más horas.

## Palmarés
2016:  
Sección Especial: Primer premio: Falla Antonio Pardo. Segundo premio: Falla Avinguda. Tercer Premio: Falla Lope de Rueda 
Sección Especial Infantil: Primer premio: Falla Antonio Pardo. Segundo premio: Falla Lope de Rueda. Tercer Premio: Falla Ramón y Cajal    
2015:  
Sección Especial: Primer premio: Falla Antonio Pardo. Segundo premio: Falla Lope de Rueda. Tercer Premio: Falla Ramón y Cajal  
Sección Especial Infantil: Primer premio: Falla Ramón y Cajal. Segundo premio: Falla Lope de Rueda. Tercer Premio: Falla Avinguda    